# Karlu Karlu
Karlu karlu es una curiosa formación de bloques de granito de Australia, llamada así por los aborígenes kaytetye y warrumungu. El área está protegida por la Reserva de Devils Marbles, que podría traducirse como Canicas del Diablo (Devil's Marbles Conservation Reserve), en el norte de Australia, 114 km al sur de Tennant Creek.
Los kaytetye creen que los bloques de granito que aportan su peculiaridad a esta zona son los huevos de la Serpiente del Arco Iris, que pasó por esta zona durante el Tiempo del Sueño. El traslado de una de las rocas a la tierra de los arrentes, en Ayers Spring, para cubrir la sepultura de John Flynn, sacerdote presbiteriano y aviador, fundador de la Royal Flying Doctor Service, hace que en ocasiones se considere sagrada para este pueblo. 

## Formación
Se cree que el granito de las canicas se formó hace 1700 millones de años durante la consolidación de la corteza terrestre. Cuando la capa de arenisca que lo cubría adelgazó a causa de la erosión, el granito, libre de presión, tendió a expandirse y se agrietó. Más tarde, quedó expuesto a los elementos atmosféricos, principalmente el agua y la temperatura, que fueron rompiendo las rocas y aislando los fragmentos, erosionados de forma esferoidal por los cambios bruscos de temperatura que se producen a diario.

## Galería

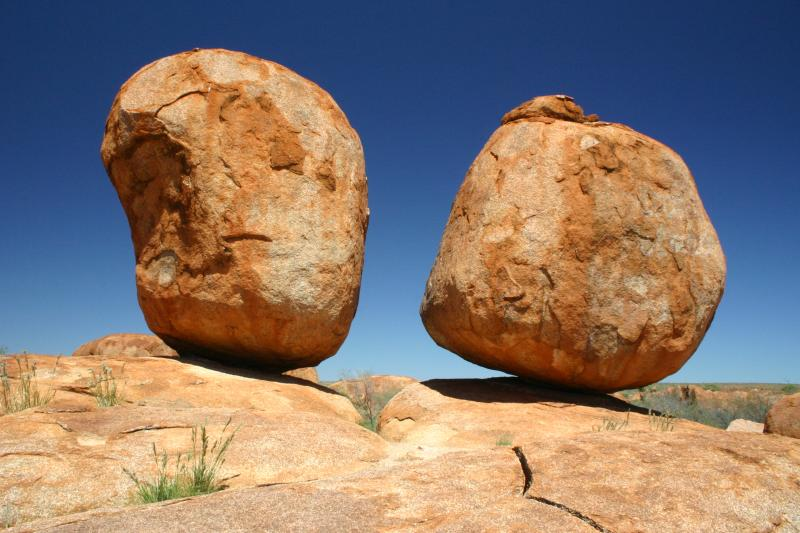
Canicas del Diablo, llamada por los aborígenes Karlu Karlu
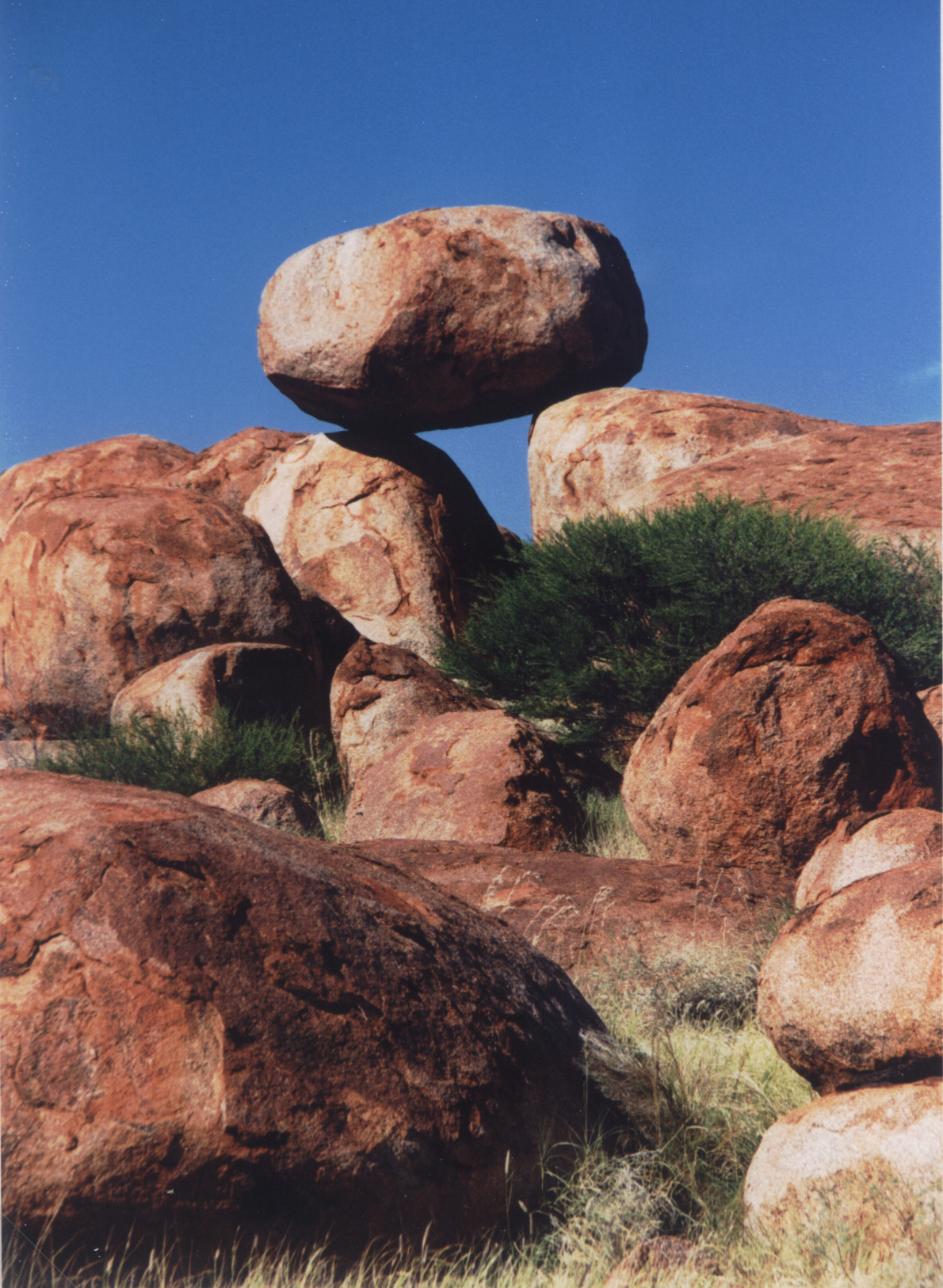
Karlu Karlu
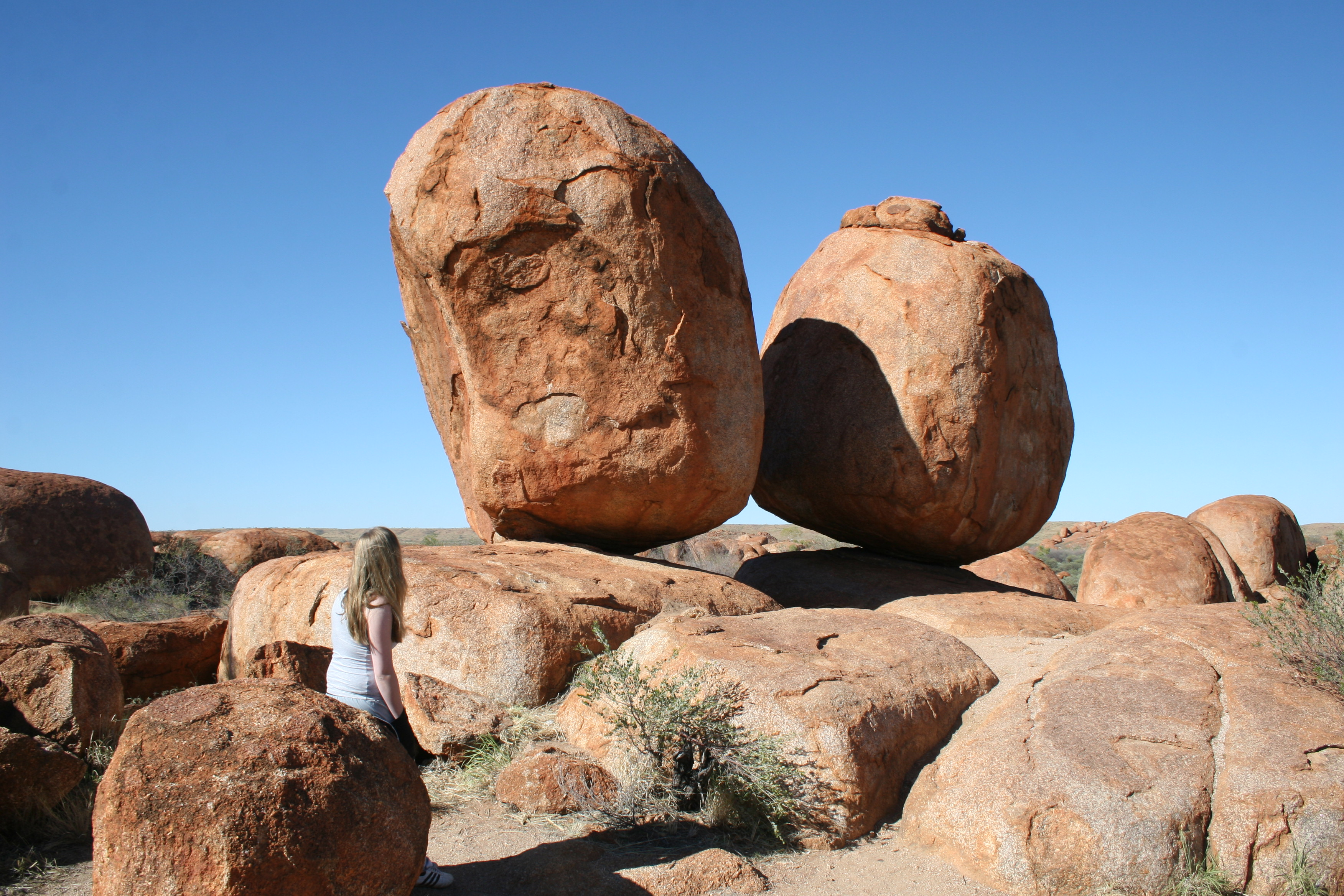
Comparación del tamaño de los granitos
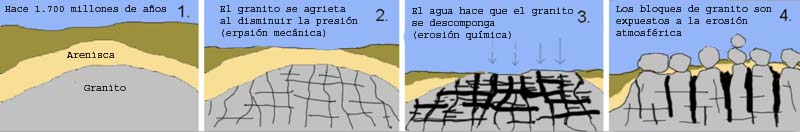
Esquema de formación
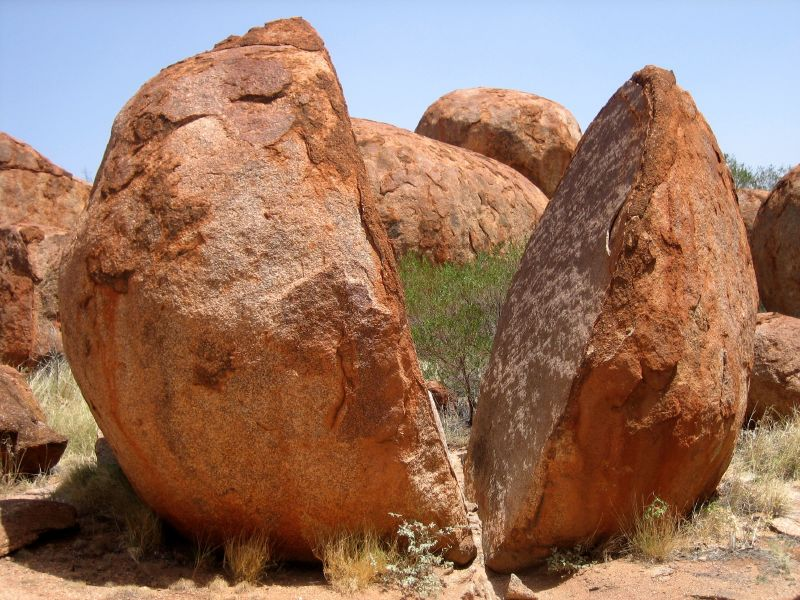
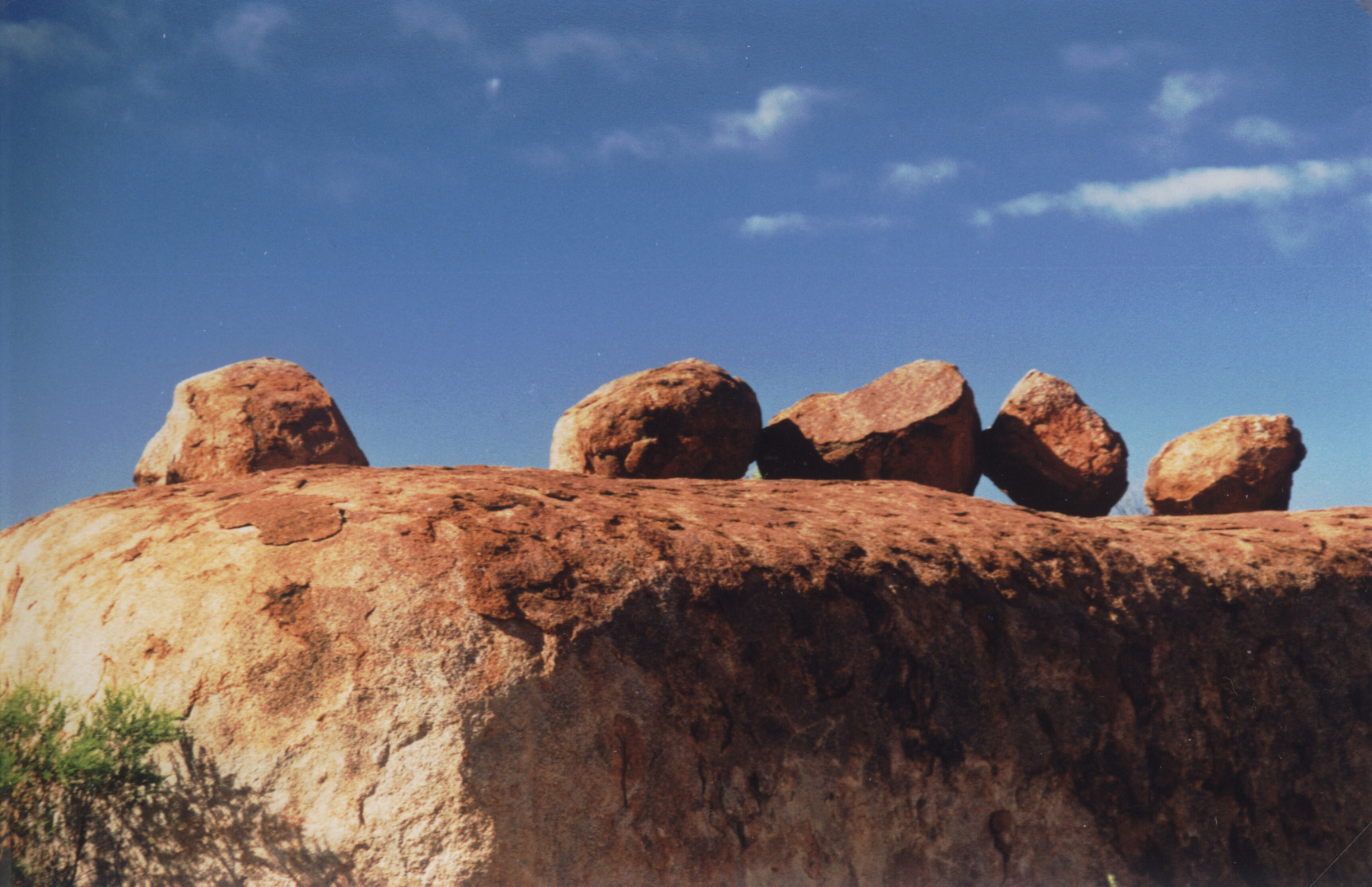